# بكارية
بكارية هي إحدة بلديات دائرة الكويف بولاية تبسة الجزائرية.

## الموقع
تعتبر هذه البلدية من اقرب البلديات إلى عاصمة الولاية وتعد منطقة سياحية هامة لانها تتربع على مساحة مسطحة محافة بمناضر خلابة وغابات تغمرها مياه السواقي، ولكونها همزة وصل بين بلدية الحويجبات والكويف والماء الأبيض.
تقع بكارية شمال شرق عاصمة الولاية تبسة وتتربع على مساحة تقدر ب:134 كلم2
يحدها كا من:
- الشرق: دولة تونس
- الغرب: تبسة
- الشمال : الكويف
- الجنوب: الماء الأبيض والحويجبات

## تعريف البلدية تاريخيا
يعود تاريخ هذه البلدية إلى ماقبل دخول الاستعمار الفرنسي بالجزائر أي إلى سنة 1817م كما أن الاستعمار الفرنسي دخل هذه البلدية سنة 1911 م. وفي الحقيقة بكارية كانت موجودة منذ اَلاف السنين وأقوى دليل على ذلك وجود أثار رومانية.
1. - في منطقة(القوسة) باب مدخل رئيسي لطريق رئيسي آنذاك.
2. -(دار رينوش) بها (معصرة للزيوت أن ذاك).
3. - هنشير عياد يوجد به (آثار لصرح ومساكن).
4. -البليدة بمنطقة بورمان(قرية رومانية).
5. - خنقة بكارية(مقبرة رومانية).
6. – قلعة رومانية بالمكان المسمى سيدي عمر.
7. - آثار رومانية بمنطقة الفأيجة (آثار لصرح روماني).

## التسمية
ان سر تسمية بكارية بهذا الاسم يبقى في العموم مجهولا لكن هناك احتمالان لهذه التسمية:
1. – سميت نسبة قبيلة البكاكارية وهي قبيلة منحدرة من سيدي خالد من ضواحي بسكرة ويعود أصلها إلى الساقية الحمراء بالصحراء الغربية.كما أنه يوجد ضريحه حسب روايات أحد الشيوخ عن أبائه وأجداده في المقبرة الإسلامية القديمة الموجودة أطلالها بالبساتين.
2. - نسبة إلى امراة اسمها بكارية دفنت عند سفح جبل بورمان توفيت عند عبور قافلتها المنطقة.

موقعها وقربها من الحدود التونسية أعطى البلدية طابع منطقة عبور شبه سياحي. وهي ذات طابع فلاحي في العموم وتعتبر أراضيها ذات مردود يؤهلها لتحتل مركز مشرف بين بلديات الولاية.
تبعد عن مقر الولاية ب:12 كلم وعن مقر الدائرة الكويف ب:18 كلم وتقع ضمن تضاريس السهول العليا للشرق الجزائري ذات ارتفاع 885 م على مستوى سطح البحر وسلسلة من الجبال تتخللها سهول ذات مردود فلاحي معتبر.
وتنحصر المجموعة السكانية بين جبال الجبيسة (1092م)في الشرق وبورمان (1545م)في الغرب وأكثر من نصف مساحتها جبلية ذات مناخ قاري شبه جاف حار صيفا وبارد شتاء، تقدر كمية تساقط الأمطار ب:350 ملم/سنويا.
عرفت بلدية بكارية زيادة معتبرة في السكان حيث قدرت سنة 1987 ب 3881 نسمة لتصل سنة 2006 إلى أكثر من 9000 نسمة.
و حوالي 25000 نسمة سنة 2023 -ارتقت إلى مصاف البلديات خلال الاستعمار سنة 1957 حتى سنة 1967 حيث تحولت إلى فرع تابع لبلدية تبسة ثم ارتقت مجددا إلى بلدية في: 1 جانفي 1985.

## أهم الأحداث التاريخية
من أهم الأحداث التاريخية التي جرت في هذه البلدية
كانت إبان الثورة التحريرية ومن أهمها معركتين طاحنتين هما على التوالي:
- معركة عين البيرة بمنطقة الفايجة.
- ومعركة الموحد بمنطقة الموحد.

رؤساء البلديات الذين تعاقبو على هذه البلدية:
- زيوش الهادي
- الطاهر بوحملة
- شمام قدور
- مسعودي أحمد
- صياد الصادق
- عمارة جابري
- بربيش عبد الرزاق

## أحياء البلدية
1. حي البريد
2. حي 20 أوت 1955
3. حي البساتين
4. حي الملعب ويشمل ( 50 سكن ترقوي ' 127 سكن اجاري ' حي 50 سكن eplf )
5. حي بوقرة موسى
6. حي 08 ماي 1945 ( يطلق عليه اسم بناء الذاتي ) و هو اكبر حي في المدينة
7. حي المسجد
8. حي المحطة
9. حي البساتين ( لونيسي عمار )
10. حي البساتين( الدوار الأبيض) ويعد من اقدم الاحياء وهو واجهة للمدينة
11. حي البساتين ( خريف )
12. حي 30 سكن بورمان
13. حي 80 سكن بورمان
14. حي 50 سكن وسط المدينة
15. حي 210 سكن (الحي العمراني)

### قرى البلدية
1. الفايجة
2. البحيرة
3. بورمان
4. الموحد
5. القرية

## المجالات السائدة في البلدية

### الرياضة
تشمل البلدية على قاعة متعددة
النشاطات مستغلة حاليا في رياضة كمال الأجسام وملعبا
بلديا دون مدرجات. من أهم الرياضات التي تمارس في هذه
البلدية : كرة القدم حيث يوجد بها فريق *الاتحاد الرياضي بكارية *
كما أنها بطبيعة الحال الرياضة السائدة والأكثر شعبية.
-رياضة الكرة الحديدية.
-رياضة كمال الأجسام.

### السياحة
تمتاز البلدية بعدة مناظر خلابة خاصة
لحدائق الجبلية وخنقة بكارية وحديقة الحيوانات(مركز تربية الطيور).

### الثقافة
تتواجد عبر البلدية طاقات هائلة من مختلف الشرائح التي تزخر بالعديد
من المواهب أبرزها الرسم والموسيقى صناعة التحف ولكن لاتتوفر على المرفق الجامع الشامل والملم لهذه الشرائح.

### العادات والتقاليد
من عادات وتقاليد البلدية يلبسون
القشابية والبرنوس والنساء ترتدي الملاءة وبقيت الأطباق الشعبية
هي المطلوب الأول عند كل الأسر(الكسرة، الكسكسي،....) وخاصة في
الحفلات والمناسبات.

### التجارة
من أغلبية تجارة البلدية تجارة الماشية والخضراوات و تربية الدواجن و التجارة و تشتهر المدينة بأكلة المفور و المشاوي. بالنسبة للتجارة السائدة فهي الماشية والأعمال الحرة(مقاهي، مستودعات فلاحية،
مأرب السيارات، المقاولات الخاصة.

## مؤسسات و مرافق:
تحتوي المدينة على 7 إبتدائيات أقدمها ابتدائية المستقبل
و 2 متوسطات أشهرها بوعكاز معمر و ثانوية شرفي لخضر و مركز للتكوين المهني و تحتوي المدينة على أكبر مستشفى في الولاية مستشفى بوڨرة بولعراس و دار الأيتام و مؤسسة إعادة التربية و مدرسة للصم و البكم و دار العجزة و يوجد أيضا دار الشباب تحتوي أيضا على حظيرة خاصة بالجمارك و حظيرتان خاصة بالبلدية و يوجد فيها ايضا المحشر الولائي للجمارك و حديقة تسلية كبيرة و حديقة تنزه في وسط المدينة و مصنع خاص ل صناعة الآثاث و مصنع ل صناعة مواد التنظيف

### وصلات داخلية
- دائرة الكويف

1. ↑  مساحة بكارية نسخة محفوظة 09 أغسطس 2012 على موقع واي باك مشين. [وصلة مكسورة]
2. ↑  "Wilaya de Tébessa : répartition de la population résidente des ménages ordinaires et collectifs, selon la commune de résidence et la dispersion" (PDF). مؤرشف من الأصل (PDF) في 2024-07-15.. Données du recensement général de la population et de l'habitat de 2008 sur le site de l'Office national des statistiques.